# Merle Viirmaa
Merle Viirmaa (* 15. Juni 1974 in Tallinn) ist eine ehemalige estnische Biathletin.
Merle Viirmaa lebt in Saha. Sie begann 1987 mit dem Biathlonsport und startete für Dünamo. Sie rückte nach der Trennung Estlands von der Sowjetunion 1991, als sie etwa zeitgleich auch das entsprechende Alter erreicht hatte, in den Nationalkader ihres Landes auf. 1993 bestritt sie in der zweiten Hälfte der Saison 1992/93 ihre ersten Rennen im Weltcup. Auf der zweiten Station der folgenden Saison in Pokljuka erreichte die Estin mit Platz 42 in einem Einzel ihr bestes internationales Ergebnis in einem Einzelrennen. Erste internationale Meisterschaft in Höhepunkt der Karriere wurde für Viirmaa die Teilnahme an den Olympischen Winterspielen 1994 in Lillehammer. Sie kam an der Seite von Jelena Poljakova-Všivtseva, Eveli Peterson und Krista Lepik im Staffelrennen zum Einsatz und belegte dort den 12. Platz. Die einzige Teilnahme an einer Biathlon-Weltmeisterschaft folgte im Jahr darauf in Antholz, bei denen sie 76. des Sprints und 65. des Einzels wurde. Nach der Saison beendete sie ihre Karriere.

## Weltcup-Platzierungen
Die Tabelle zeigt alle Platzierungen (je nach Austragungsjahr einschließlich Olympische Spiele und Weltmeisterschaften).
- 1.–3. Platz: Anzahl der Podiumsplatzierungen
- Top 10: Anzahl der Platzierungen unter den ersten zehn (einschließlich Podium)
- Punkteränge: Anzahl der Platzierungen innerhalb der Punkteränge (einschließlich Podium und Top 10)
- Starts: Anzahl gelaufener Rennen in der jeweiligen Disziplin

| Platzierung                                                                   | Einzel | Sprint | Verfolgung | Massenstart | Team | Staffel | Gesamt |
| ----------------------------------------------------------------------------- | ------ | ------ | ---------- | ----------- | ---- | ------- | ------ |
| 1. Platz                                                                      |        |        |            |             |      |         |        |
| 2. Platz                                                                      |        |        |            |             |      |         |        |
| 3. Platz                                                                      |        |        |            |             |      |         |        |
| Top 10                                                                        |        |        |            |             |      |         |        |
| Punkteränge                                                                   |        |        |            |             |      | 1       | 1      |
| Starts                                                                        | 6      | 7      |            |             |      | 1       | 14     |
| Stand: Karriereende, einschließlich WM und Olympia, Daten wohl nicht komplett |        |        |            |             |      |         |        |